# MTV Europe Music Awards de 2013
O MTV Europe Music Awards de 2013 foi realizado em 10 de novembro de 2013, no Ziggo Dome, em Amesterdã, Holanda.
Esta foi a segunda vez que a premiação aconteceu na Holanda, sendo a primeira em 1997. A cerimônia foi transmitida ao vivo pela MTV, e contou com apresentação de Redfoo.
Várias apresentações da cerimônia foram realizadas em diferentes locais de Amsterdã, além do Ziggo Dome. O DJ holandês Afrojack se apresentou no Melkweg, e foi acompanhado por Snoop Lion em sua apresentação de "Gin and Juice". A banda americana Imagine Dragons apresentou sua canção "Radioactive" no Heineken Music Hall.
Justin Timberlake e Macklemore & Ryan Lewis lideraram as indicações, com cinco cada. Eminem e Miley Cyrus foram os artistas mais premiados do evento, com dois cada.

## Apresentações
| Artista(s)               | Canção(ões)                                                             | Apresentado por |
| Pré-show                 | Pré-show                                                                | Pré-show        |
| ------------------------ | ----------------------------------------------------------------------- | --------------- |
| Ylvis                    | "The Fox (What Does the Fox Say?)"                                      | Laura Whitmore  |
| Premiação                |                                                                         |                 |
| Miley Cyrus              | "We Can't Stop"                                                         | —               |
| Robin Thicke Iggy Azalea | "Blurred Lines" (Robin Thicke e Iggy Azalea) "Feel Good" (Robin Thicke) | Redfoo          |
| Katy Perry               | "Unconditionally"                                                       | Redfoo          |
| Kings of Leon            | "Beautiful War"                                                         | Redfoo          |
| Bruno Mars               | "Gorilla"                                                               | —               |
| Miley Cyrus              | "Wrecking Ball"                                                         | Redfoo          |
| Eminem                   | "Berzerk" Rap God"                                                      | Redfoo          |
| Snoop Dogg Afrojack      | "Gin and Juice"                                                         | Redfoo          |
| The Killers              | "Shot at the Night" Mr. Brightside"                                     | —               |
| Imagine Dragons          | "Radioactive"                                                           | Redfoo          |
| Icona Pop                | "I Love It"                                                             | —               |

Notas
1. ↑  Ao vivo do Melkweg, em Amesterdã, Holanda.

## Vencedores e indicados
Os indicados foram anunciados ao vivo na MTV neerlandesa em 17 de setembro de 2013.
| Melhor Canção (apresentado por Colton Haynes e Carice van Houten) | Melhor Vídeo (apresentado por Ron Burgundy) |
| --- | --- |
| - Bruno Mars — "Locked Out of Heaven" - Robin Thicke com part. de T.I. e Pharrell Williams — "Blurred Lines" - Daft Punk com part. de Pharrell Williams — "Get Lucky" - Macklemore & Ryan Lewis com part. de [[Wanz]) — "Thrift Shop" - Rihanna — "Diamonds" | - Miley Cyrus — "Wrecking Ball" - Lady Gaga — "Applause" - Thirty Seconds to Mars — "Up in the Air" - Justin Timberlake — "Mirrors" - Robin Thicke com part. de T.I. e Pharrell Williams — "Blurred Lines" |
| Melhor Cantora (apresentado por Bridgit Mendler e RJ Mitte) | Melhor Cantor (apresentado por Iggy Azalea e Ariana Grande) |
| - Katy Perry - Selena Gomez - Taylor Swift - Miley Cyrus - Lady Gaga | - Justin Bieber - Bruno Mars - Justin Timberlake - Eminem - Jay-Z |
| Artista Revelação | Melhor Artista de Pop |
| - Macklemore & Ryan Lewis - Bastille - Icona Pop - Imagine Dragons - Rudimental | - One Direction - Justin Bieber - Miley Cyrus - Katy Perry - Taylor Swift |
| Melhor Artista de Musica Eletrônica | Melhor Artista de Rock |
| - Avicii - Afrojack - Daft Punk - Calvin Harris - Skrillex | - Green Day - Black Sabbath - The Killers - Kings of Leon - Queens of the Stone Age |
| Melhor Artista Alternativo (apresentado por Ellie Goulding) | Melhor Artista de Hip-Hop (apresentado por Rita Ora) |
| - Thirty Seconds to Mars - Fall Out Boy - Arctic Monkeys - Paramore - Franz Ferdinand | - Eminem - Macklemore & Ryan Lewis - Jay-Z - Drake - Kanye West |
| Melhor Artista Ao Vivo | Melhor Apresentação no World Stage |
| - Beyoncé - Green Day - P!nk - Taylor Swift - Justin Timberlake | - Linkin Park - The Black Keys - Fun - Garbage - Green Day - Jessie J - Alicia Keys - Macklemore & Ryan Lewis - Jason Mraz - No Doubt - Rita Ora - Paramore - Robin Thicke - Snoop Lion - The Killers |
| Melhor Artista Push | Maiores Fãs (apresentado por Laura Whitmore e Dizzee Rascal no pré-show) |
| - Austin Mahone - Iggy Azalea - ASAP Rocky - Bastille - Icona Pop - Imagine Dragons - Karmin - Bridgit Mendler - Tom Odell - Rudimental - Twenty One Pilots                                                                                                  | - Tokio Hotel - Justin Bieber - Lady Gaga - One Direction - Thirty Seconds to Mars |
| Melhor Visual (apresentado por Laura Whitmore e Ellie Goulding no pré-show) | Melhor Artista Mundial (apresentado por Jared Leto) |
| - Harry Styles - Rita Ora - Lady Gaga - Justin Timberlake - Rihanna | - Chris Lee (China Continental & Hong Kong / Sudeste Asiático / Taiwan) - Cody Simpson (Austrália / Nova Zelândia) - EXO (Japão / Coreia) - One Direction (Norte Europeu) - Fresno (América Latina) - Ahmed Soultan (África / Índia / Oriente Médio) - Bednarek (Leste Europeu) - Lena (Europa Central) - Marco Mengoni (Sul Europeu) - Justin Bieber (América do Norte) |
| Artista em Ascenção | Prêmio Ícone Global (apresentado por Ron Burgundy) |
| - Austin Mahone - Ariana Grande - Cher Lloyd - Lorde - Bridgit Mendler - Cody Simpson | Eminem |

Notas
1. 1 2  Personagem interpretado por Will Ferrell.
2. ↑  Os outros artistas que compunham os 15 semifinalistas são: Katy Perry, Taylor Swift, Britney Spears, Rihanna, Selena Gomez, Beyoncé, Paramore, Miley Cyrus, Nicki Minaj, Ke$ha.

## Vencedores e indicados regionais
Best Northern European Act
- Admiral P
- Avicii
- Isac Elliot
- Jimilian
- /  One Direction

Best Central European Act
- Bastian Baker
- Kensington
- Lena
- Stromae

Best Southern European Act
- Auryn
- Filipe Pinto
- Demy
- Marco Mengoni
- Shaka Ponk

Best Eastern European Act
- Bednarek
- Predefinição:Country data Bosnia Frenkie
- Celeste Buckingham
- Ivan and the Parazol
- The Ultras
- Smiley
- Zemfira

Best Africa, Middle East & India Act
- Ahmed Soultan
- LCNVL
- Yo Yo Honey Singh

Best Japan & Korea Act
- EXO
- Momoiro Clover Z

Best Southeast Asia, China, Hong Kong & Taiwan Act
- Li Yuchun
- Show Lo
- My Tam

Best Australia & New Zealand Act
- Cody Simpson
- Lorde

Best Latin American Act
- Anna Carina
- Airbag
- Fresno
- Paty Cantú

Best Northern American Act
- Justin Bieber
- Miley Cyrus